# Farní sbor Českobratrské církve evangelické v Liptálu
Farní sbor Českobratrské církve evangelické v Liptálu je sborem Českobratrské církve evangelické v Liptálu. Sbor spadá pod Východomoravský seniorát. Sbor má kazatelskou stanici v Lhotě u Vsetína.
Farářkou sboru je Mária Jenčová, kurátorem sboru Tomáš Němeček.

## Faráři sboru
- Ondřej Lačný (1782–1783)
- Josef Steller (1784–1786)
- Michal Vámossy (1786–1788)
- Štěpán Csétsi-Nagy (1788–1792)
- Pavel Šlachta (1792–11813)
- Petr Mészáros (1813–1862)

...
- Jaroslav Voda (1988–2004)
- Jan Hudec (2004–2010)
- Mária Jenčová (2014–)